# Ectropis brevifasciata
Ectropis brevifasciata är en fjärilsart som beskrevs av Alfred Ernest Wileman 1912. Ectropis brevifasciata ingår i släktet Ectropis och familjen mätare. Inga underarter finns listade i Catalogue of Life.